# Heisman Trophy
O Troféu Heisman (em inglês:  Heisman Memorial Trophy Award, também conhecido como Heisman Trophy ou the Heisman), nomeado em homenagem ao ex-jogador da Brown University e treinador John Heisman, é um prêmio anual dado pela Heisman Trophy Trust para o melhor jogador da temporada do futebol americano universitário. Enquanto o Heisman não é o único prêmio dado ao melhor jogador do college football — Walter Camp Award e o Maxwell Award também é dado ao melhor jogador do futebol americano universitário — é considerado o mais prestigiado e com maior atenção da mídia. O prêmio é dado em dezembro antes da série de Bowls começar. Apenas um jogador ganhou o prêmio Heisman duas vezes, Archie Griffin da Ohio State Buckeyes em 1974 e 1975. Tim Tebow do Florida Gators, Sam Bradford do Oklahoma Sooners, Mark Ingram, Jr. da Alabama Crimson Tide, Cam Newton do Auburn Tigers e Lamar Jackson do Louisville Cardinals venceram os prêmios em seu segundo ano. Segundo-anistas ganharam os quatro últimos prêmios.
O vencedor do Heisman Trophy não garante um futuro bem sucedido na NFL. Apenas oito vencedores do Heisman foram para o Pro Football Hall of Fame, mas também quatro jogadores foram nomeados Most Valuable Player (Melhor Jogador) de um Super Bowl. Alguns jogadores também foram jogar outros esportes como Bo Jackson no beisebol e Charlie Ward no basquete.
O troféu foi desenhado pelo escultor Frank Eliscu, com a imagem de Ed Smith, um jogador de 1934 para o antigo time da New York University. O troféu é feito quase inteiramente de bronze, tem 34,3 cm de altura e pesa 11,3 kg.